# 小皱岩螺
小皱岩螺（学名：Rapana bezoar）是新腹足目骨螺科Rapana的一种。主要分布于中国大陆、台湾，常栖息在浅海珊瑚礁、岩石底、低潮区以下。